# Warren (Fannin megye, Texas)
Warren város az USA Texas államában. 

## Népesség
A település népességének változása: